# 2012年夏季奧林匹克運動會英國代表團
2012年夏季奧林匹克運動會英國代表團以主辦國的身份參加2012年7月27日至8月12日在英國倫敦舉行的2012年夏季奧林匹克運動會。該國在該屆奧運獲得29枚金牌、17枚銀牌和19枚銅牌，排名獎牌榜第3名。